# Spilosoma nyasica
Spilosoma nyasica är en fjärilsart som beskrevs av George Francis Hampson 1911. Spilosoma nyasica ingår i släktet Spilosoma och familjen björnspinnare. Inga underarter finns listade i Catalogue of Life.